# Fiolfamiljen
Fiolfamiljen, violinfamiljen, är en instrumentkör som innefattar de flesta av de moderna stråkinstrumenten.

## Medlemmar
- Violin (Fiol)
- Viola (Altfiol)
- Violoncell (Cello)

Ibland nämns även kontrabas tillsammans med medlemmar inom violinfamiljen. Kontrabasen har dock flera avvikande drag (sluttande hals, strängstämning i kvarter, breda sarger och oftast flat botten) som röjer dess ursprung i gambafamiljen.

## Konstruktion
Violininstrumenten har alla fyra strängar som i sina grundlägen är stämda i kvinter.